# Leopoldpark (Brussel)

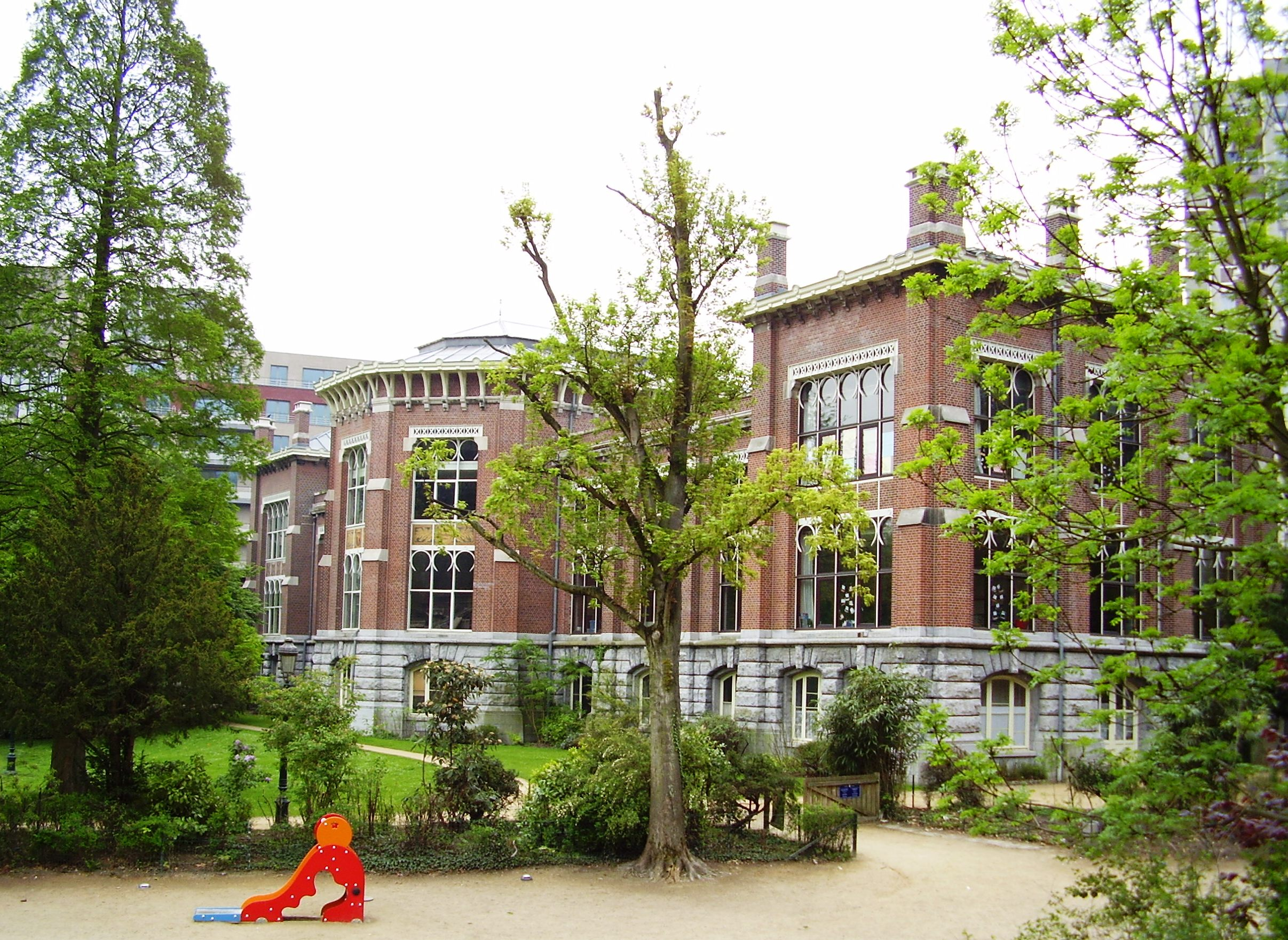
Voormalig instituut van de anatomie

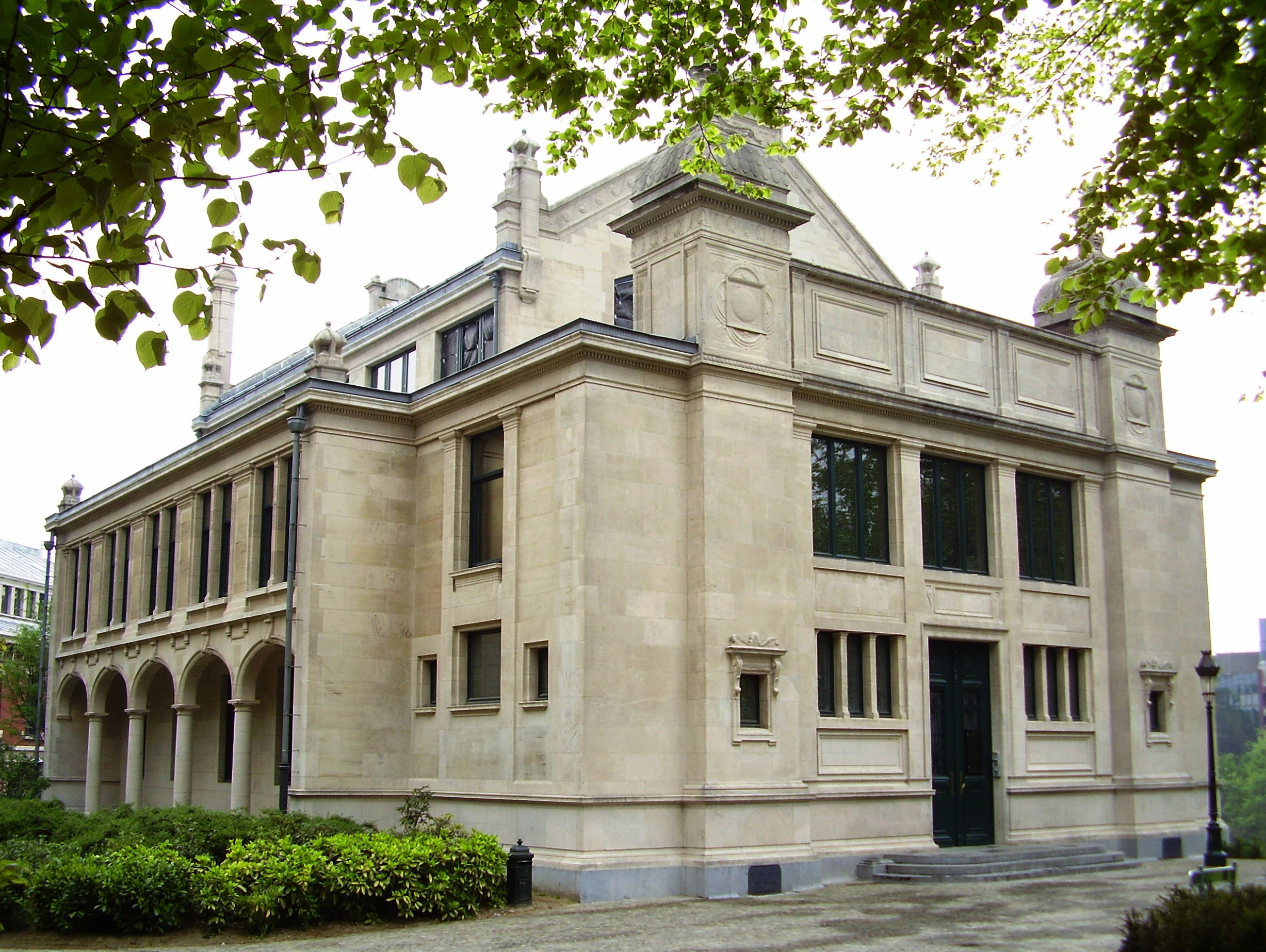
Oude Solvaybibliotheek

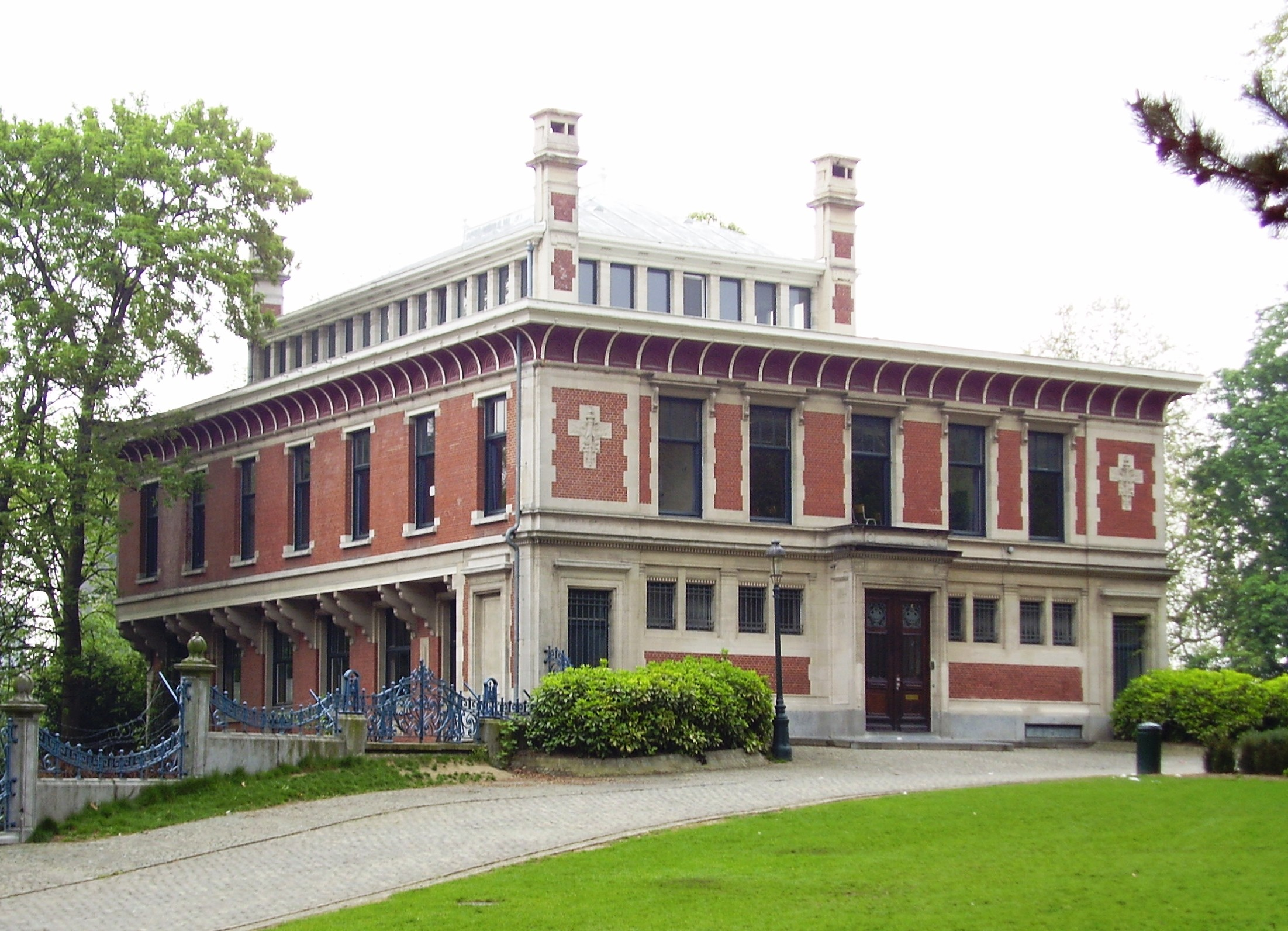
Voormalige handelsschool

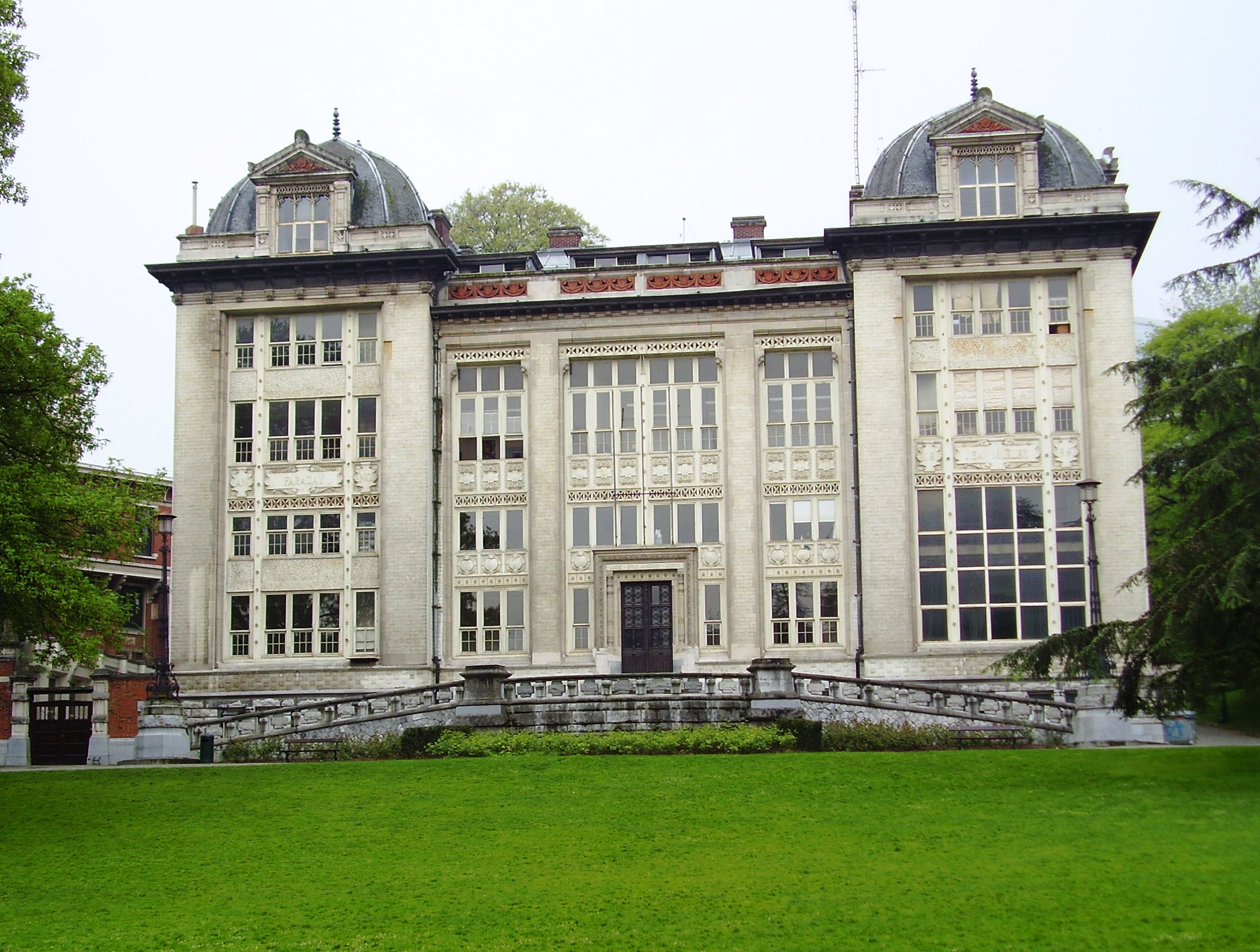
Voormalig instituut van fysiologie, plaats van het 5de congres in 1927 van het Internationaal Instituut voor Fysica en Chemie

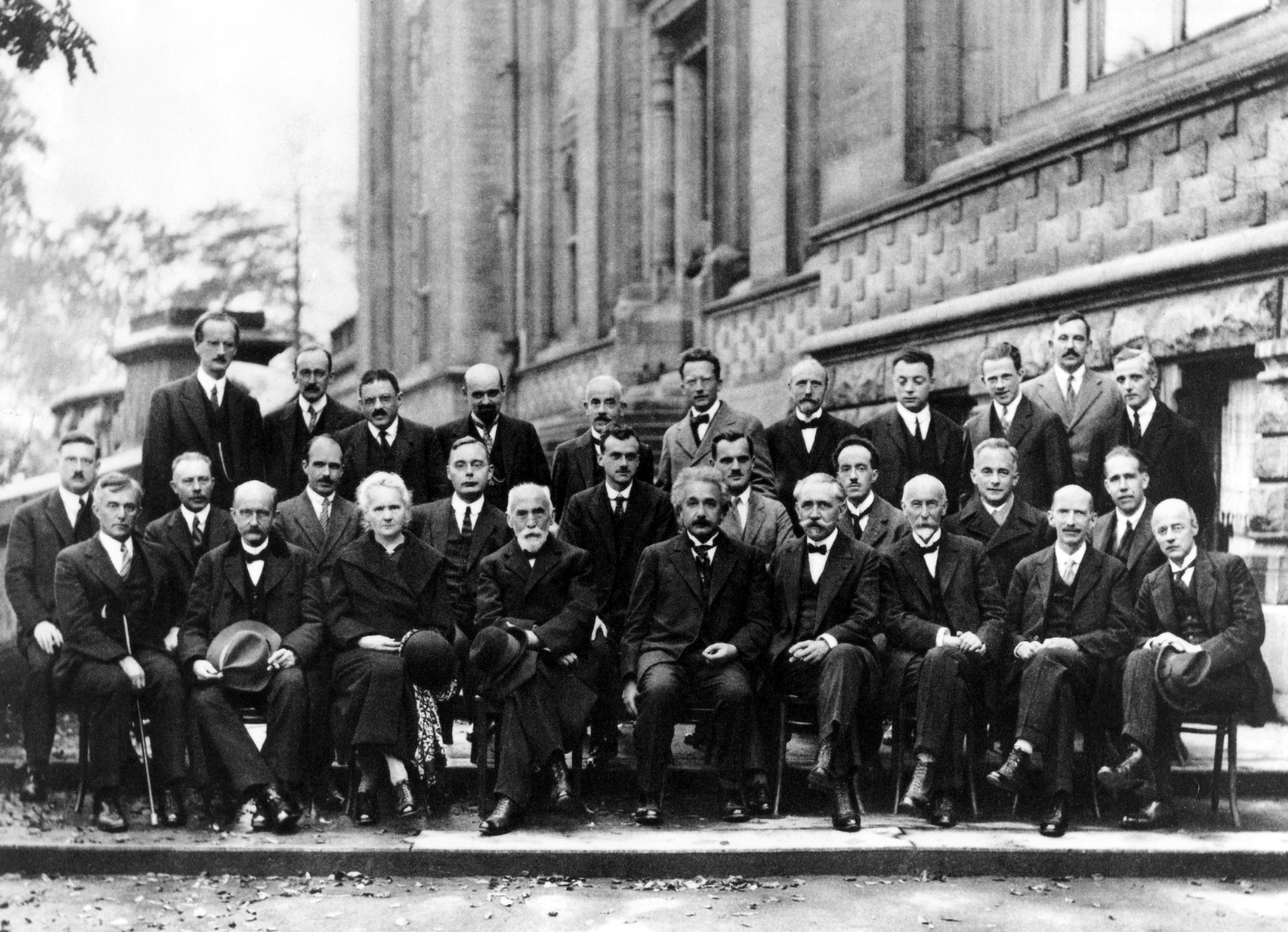
Groepsfoto van het 5de Solvay Congres in 1927

Het Leopoldpark (Frans: Parc Léopold) is een park in Brussel op de flanken van de Maalbeekvallei. Het park ligt in de oostelijke uitbreiding van Brussel, op de grens met de gemeente Etterbeek, herbergt diverse interessante gebouwen, waaronder het Huis van de Europese Geschiedenis. Aan de bovenrand liggen het Europees Parlement (Paul-Henri Spaakgebouw) en het Museum voor Natuurwetenschappen.
Sinds 1876 is het Leopoldpark beschermd als landschap.

## Geschiedenis
De plek was in de middeleeuwen deel van het Eggevoortdomein, een heerlijkheid die toebehoorde aan de Burggraven van Brussel. Verscholen achter de bomen vindt men nog de 15de-eeuwse Eggevoorttoren, gerestaureerd in 1914.

### 1851-1876: dierentuin
De geschiedenis van het park ving aan in 1851, het jaar waarin burgemeester Karel Buls het terrein in concessie gaf aan de Société royale de Zoologie, d'Horticulture et d'Agrément. Onder impuls van Jean-Jacques Dubois de Bianco begon die maatschappij er een zoölogisch park bestemd voor een mondain publiek. De inrichting als een Engelse tuin werd toevertrouwd aan Alphonse Balat en Louis Fuchs. Balat, de hofarchitect van Leopold II, ontwierp onder meer een kleine serre om er de Victoria amazonica in onder te brengen, een reuze-waterlelie uit het Amazonewoud. Na een eerste verplaatsing naar de Kruidtuin van Brussel is ze tegenwoordig ondergebracht in de Plantentuin Meise.
Gedurende vijfentwintig jaar werden in het park feesten en openluchtconcerten gehouden. Er waren ook een ijsbaan, exotische dieren, tuinbouwserres en andere curiositeiten. De dierentuin had het financieel moeilijk en ging in 1876 failliet. Het park kwam weer in handen van de stad Brussel, die het ter gelegenheid van het vijftigjarig jubileum van de onafhankelijkheid omdoopte tot Leopoldpark. Het park heropende in 1882 als siertuin, behalve een perceel dat verhuurd werd aan de Société Anonyme d'Horticulture Internationale van de botanicus Jean Linden.

### 1890-1928: wetenschapspark
De Belgische staat besliste in 1889 om de collecties van het Museum voor Natuurwetenschappen onder te brengen in een ongebruikt klooster bovenaan het park. Emmanuel Cels had het complex in 1856 ontworpen voor de redemptoristinnen, maar na kritiek op het luxueuze verblijf waren de zusters uiteindelijk in Mechelen beland. Directeur Edouard Dupont kon het museum in 1891 inhuldigen. Zijn bedenkingen over de geschiktheid van de kloostervleugels waren gepareerd met de belofte dat er uitbreidingen mogelijk waren. Emile Janlet ontwierp een grote vleugel om de iguanodons van Bernissart te presenteren. Het gebouw werd in 1905 in gebruik genomen.
Ondertussen waren tal van wetenschappelijke instellingen zich in het park komen vestigen. De industrieel Ernest Solvay en de professor Paul Héger hadden in 1884 het idee van een Cité de la Science ontwikkeld. Hun visie, die onderschreven werd door het Brusselse stadsbestuur en de Université Libre de Bruxelles, kreeg vanaf 1891 gestalte op het terrein. Zo werden onder meer instituten gebouwd voor Sociologie (de huidige Solvaybibliotheek), Fysiologie, Anatomie en Tandheelkunde, alsook een handelsschool. Deze gebouwen maken van het park een interessante plaats op architecturaal gebied. Het bekendste is de voormalige Solvaybibliotheek in eclectische stijl, ingehuldigd in 1912, en met een art-nouveauinterieur.
Even leek het erop dat de Stad van de Wetenschap zou uitgroeien tot een universitaire campus, aangezien de ULB te krap behuisd was in het Granvellepaleis aan de Stuiversstraat. Het Leopoldpark bleek echter te klein en te steil. Vanaf 1919 verhuisde de universiteit naar de campus Solbosch en begon de Cité de la Science leeg te lopen.

### Verdere ontwikkelingen
In 1930 vestigde het Lycée Émile Jacqmain zich in het voormalig Instituut voor Fysiologie. Het tandheelkundig Instituut George Eastman werd in 1935 geopend op de plek waar voorheen het Instituut voor Hygiëne stond.
Vanaf 1988 werd begonnen met de bouw van een groot congrescomplex (Paul-Henri Spaakgebouw) op de plaats van de gesloopte Leopoldbrouwerij. Hoewel officeel een privaat project dat niets te maken had met het in Straatsburg gevestigde Europees Parlement, zou die instelling er weldra driekwart van haar activiteiten houden. Het eigenlijke halfrond, naar de ovalen vorm bijgenaamd Caprice des Dieux, kwam binnen de perimeter van het park.
De overige gebouwen worden tegenwoordig gebruikt door de museumdiensten of door de Europese Unie.
In 2016 financierde Beliris een renovatie van het park. De opdracht werd toevertrouwd aan het architectenbureau MSA, dat onder meer twaalf struisvogelsculpturen ontwierp om het verleden als dierentuin in herinnering te brengen. Van de vogels, uitgevoerd door Concrete Styling, hebben er vijf hun kop in de grond.

## Fauna & flora
In het park staan enkele bomen van grote waarde waaronder een indrukwekkende Oosterse plataan, de enige in zijn soort in Brussel. De vijver en de oevers van de Maalbeek worden bewoond door wilde eenden, blauwe reigers, waterhoenders, nijlganzen en halsbandparkieten.

## Voetnoten
1. ↑  12 autruches placées au parc Léopold pour rappeler l’ancien zoo[dode link], sudinfo.be, 3 september 2016